# Coleophora albarracina
Coleophora albarracina é uma espécie de mariposa do gênero Coleophora pertencente à família Coleophoridae.